# Fundaciones políticas alemanas
Tras la Segunda Guerra Mundial, el Parlamento Alemán aprobó una ley de cooperación internacional según la cual, todo partido político con representación parlamentaria tendría una fundación que promovería la democracia a nivel mundial, y que sería financiada por el Estado alemán, de acuerdo al tamaño de la bancada del partido y dando nacimiento a las llamadas fundaciones políticas alemanas. Así, cada partido alemán tiene su propia fundación que generalmente trabaja con partidos afines en cada país. Generalmente la fundación tiene un contenido ideológico profundo de manera que promueve la ideología del partido al que pertenece.
Estas son:
| Nombre | Nombre                                       | Acrónimo | Año de fundación | Partido vinculado                     | Partido europeo asociado                                       | Internacional asociada                                    | Ideología                                 | Posición                    |
| ------ | -------------------------------------------- | -------- | ---------------- | ------------------------------------- | -------------------------------------------------------------- | --------------------------------------------------------- | ----------------------------------------- | --------------------------- |
|        | Fundación Friedrich Ebert                    | FES      | 1925             | Partido Socialdemócrata de Alemania   | Partido Socialista Europeo                                     | Alianza Progresista Internacional Socialista (observador) | Socialdemocracia y Socialismo democrático | Centroizquierda             |
|        | Fundación Konrad Adenauer                    | KAS      | 1956             | Unión Demócrata Cristiana de Alemania | Partido Popular Europeo                                        | Internacional Demócrata de Centro                         | Democracia Cristiana                      | Centroderecha               |
|        | Fundación Friedrich Naumann para la Libertad | FNS      | 1958             | Partido Democrático Libre             | Partido de la Alianza de los Liberales y Demócratas por Europa | Internacional Liberal                                     | Liberalismo                               | Centro-Centroderecha        |
|        | Fundación Hanns Seidel                       | HSS      | 1967             | Unión Social Cristiana de Baviera     | Partido Popular Europeo                                        | Unión Internacional Demócrata                             | Democracia Cristiana Conservadurismo      | Centroderecha Derecha       |
|        | Fundación Rosa Luxemburg                     | RLS      | 1990             | La Izquierda                          | Partido de la Izquierda Europea                                |                                                           | Socialismo democrático Anticapitalismo    | Izquierda Extrema Izquierda |
|        | Fundación Heinrich Böll                      | HBS      | 1997             | Alianza 90/Los Verdes                 | Partido Verde Europeo                                          | Global Verde                                              | Ecologismo y Política verde               | Centroizquierda             |
|        | Fundación Desiderius Erasmus                 | DES      | 2017             | Alternativa para Alemania             | Partido Identidad y Democracia                                 |                                                           | Nacionalismo alemán y euroescepticismo    | Derecha Extrema derecha     |

Como es natural, el alcance internacional más grande lo gozan la FES y la KAS, que trabajan en cientos de países, mientras que las otras fundaciones se quedan algo cortas de extensión.